# Ospedale italiano di Buenos Aires
L'ospedale italiano di Buenos Aires (in spagnolo: Hospital Italiano de Buenos Aires) è una struttura ospedaliera privata della capitale argentina Buenos Aires.

## Storia

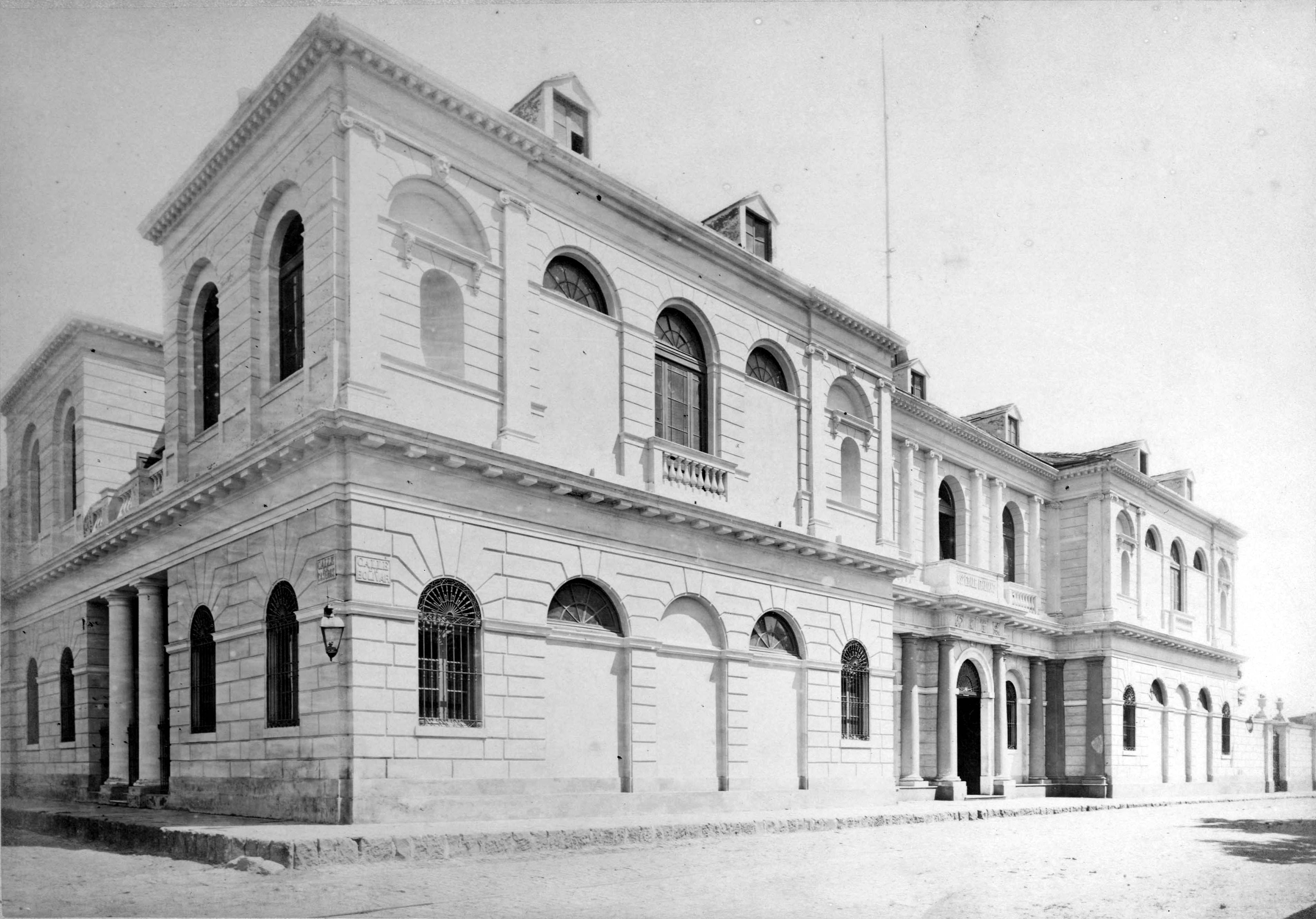
La prima sede dell'Ospedale Italiano di Buenos Aires progettata dall'architetto Pietro Fossati.

Il 3 settembre 1853 alcuni esponenti della comunità italiana di Buenos Aires, su iniziativa del diplomatico sardo Marcello Cerruti, si ritrovarono e diedero vita alla Prima Commissione Provvisoria, presieduta dall'ammiraglio Giovan Battista Albini, per la costruzione di un ospedale al servizio degli emigranti e dei loro discendenti. All'iniziale donazione di 4.000 pesos fatta dai fondatori se ne aggiunsero successivamente altri 45.000 donati da Albini in nome di Vittorio Emanuele II. A queste somme si andranno ad aggiungere i 7.000 pesos donati dallo stato maggiore della corvetta sarda Aquila,  e soprattutto 450.000 pesos raccolti tra gli italiani residenti nella capitale e nei dintorni.
Il 12 marzo 1854 fu posta la prima pietra dell'ospedale. L'edificio, progettato dall'architetto Pietro Fossati, era situato all'incrocio di calle Bolívar e avenida Caseros, nel barrio di San Telmo, a breve distanza dai quartieri della Boca e di Barracas, densamente abitati da immigrati italiani.
Negli anni successivi la costruzione dell'edificio procedette lentamente, nonostante l'apporto finanziario delle associazioni mutuali italiane. Con lo scoppio della guerra del Paraguay lo stabile fu ceduto alle autorità militari argentine che lo trasformarono in un ricovero per i reduci. Successivamente fu adibito a sanatorio durante le epidemie di colera del 1868-69 e di febbre gialla del 1871. L'8 dicembre 1872 l'Ospedale italiano di Buenos Aires, con una capacità di 50 posti letto, fu finalmente inaugurato.
Dopo circa vent'anni di attività gli spazi si rivelarono troppo ristretti per la mole di utenti e pertanto si decise il trasferimento della struttura ospedaliera in un'altra zona della città. Nel 1889, grazie ad una sottoscrizione indetta tra i soci dell'istituzione, unita ai prestiti del Banco de Italia y Río de la Plata e del Nuevo Banco Italiano, fu raccolta una somma di 146.000 pesos per poter acquistare i terreni dove sarebbe sorto il nuovo ospedale. Il 15 dicembre dello stesso anno, con una solenne cerimonia, fu collocata la prima pietra del futuro edificio, progettato dall'architetto italo-argentino Giovanni Antonio Buschiazzo. L'area prescelta, di proprietà degli eredi di Dalmacio Vélez Sarsfield, era un lotto nel quartiere di Almagro, compreso tra le vie Gascón, Potosí, Palestina e Perón. Il 21 dicembre 1901 il nuovo Ospedale italiano di Buenos Aires, fu inaugurato, mentre nelle successive settimane fu effettuato il trasferimento dei degenti e delle installazioni dalla vecchia struttura. Due anni dopo l'inaugurazione fu attivata la scuola di formazione per infermiere, mentre nel 1913 fu aperta l'ala del policlinico.